# Józef Butkiewicz

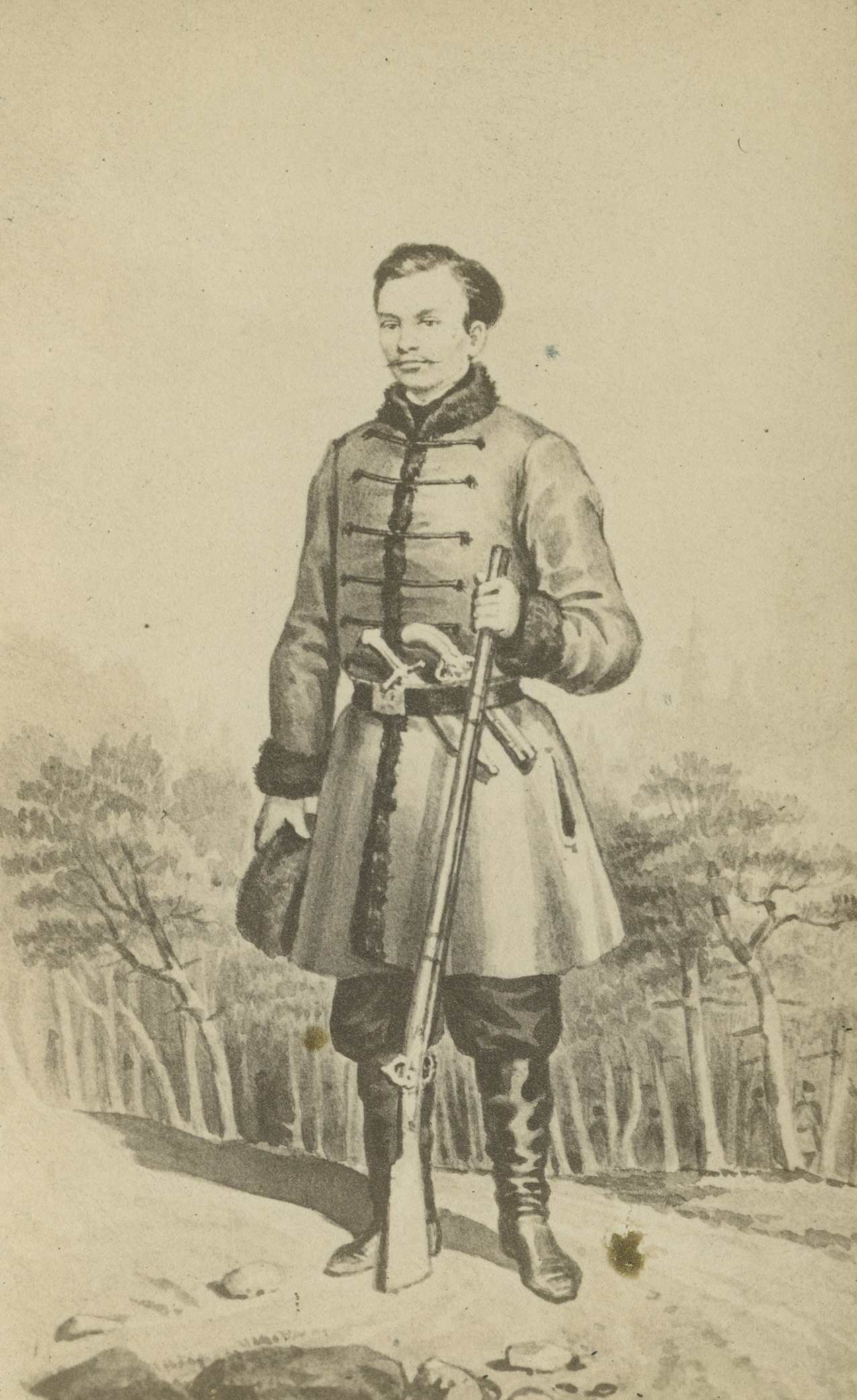
Józef Butkiewicz

Józef Butkiewicz (poległ 21 maja 1863 roku pod Kadyszem) – oficer powstania styczniowego, kasjer miasta  Wyłkowyszki.
Służył w oddziale Józefa Konstantego Ramotowskiego „Wawra” i Wiktora Hłaski.